# 高坂希太郎
高坂希太郎（1962年2月28日—）是出身於神奈川縣橫濱的日本動畫導演。

## 生平
高中畢業後於1979年進入OH!PRODUCTION動畫公司工作 ，其後以動畫師的身分活躍於動畫業界。在電視卡通《名偵探福爾摩斯》中初次擔任作畫監督，1986年起為自由工作者，多次參與吉卜力工作室的作品；包括《心之谷》、《魔法公主》、《神隱少女》、《霍爾的移動城堡》等的作畫監督，而高坂希太郎本人亦是宮崎駿的動畫迷。
他也曾為電視卡通《危險調查員》的角色設定、作畫監督，並擔任2003年劇場版動畫《茄子-安達魯西亞之夏》的導演、劇本撰寫者，故事原作為漫畫家黒田硫黄的作品《茄子》，動畫內容描述著關於西班牙舉行的環西自行車賽。因為宫崎駿是一位自行車迷，而他則建議高坂希太郎執導這部作品。而《茄子-安達魯西亞之夏》也是首部在坎城影展首映的日本動畫電影。

## 參與作品

### 劇場動畫
- 1984年：《風之谷》 （原畫）
- 1985年：《神劍》 （原畫）
- 1985年：《魯邦三世 巴比倫的黃金傳說》 （原畫）
- 1986年：《天空之城》（原畫）
- 1987年：《王立宇宙軍》（原畫）
- 1988年：《螢火蟲之墓》（原畫）
- 1988年：《阿基拉》（原畫）
- 1988年：（原畫）
- 1989年：《小尼莫》（原畫）
- 1989年：《以柔克剛》（演出、作畫監督、分鏡圖、原畫）
- 1993年：《A-Girl》（導演、角色設計、作畫監督）
- 1993年：《DOUBLE X》（原畫）
- 1994年：《平成狸合戰》（原畫）
- 1995年：《心之谷》（作畫監督）
- 1997年：《魔法公主》（作畫監督）
- 1999年：《CLOVER》（導演）
- 2001年：《神隱少女》（作畫監督）
- 2001年：《大都會》（原畫）
- 2003年：《茄子-安達魯西亞之夏》（導演、腳本、角色設計、作畫監督）
- 2004年：《MONSTER》（角色設計原提案人）
- 2005年：《霍爾的移動城堡》（作畫監督）
- 2007年：《茄子-帶著旅行箱的候鳥》（導演、腳本、角色設計）
- 2008年：《崖上的波妞》（作畫監督）
- 2011年：《來自紅花坂》（作畫監督）
- 2013年：《風起》（作畫監督）
- 2014年：《回憶中的瑪妮》（原畫）
- 2015年：《怪物的孩子》（原畫）
- 2018年：《溫泉屋小女將》（導演）

### 電視動畫
- 1982年：《南方彩虹的露西》（原畫）
- 1982年：《小麻煩千惠》（原畫）
- 1983年：《咪姆》（原畫）
- 1984年：《魯邦三世》第3期電視版（原畫）
- 1985年：《名偵探福爾摩斯》（作畫監督、原畫）
- 1987年：《愛的小婦人物語》（原畫）
- 1998年：《危險調查員》（角色設計、作畫監督、分鏡圖、畫面佈局監修）

### 短篇動畫
- 2010年：《麵種與蛋姬》（作畫監督）

### OVA動畫
- 1985年：《天使之卵》：（原畫）

## 其它
- 因高坂希太郎的臉蛋長得像猴子玩偶「蒙奇奇猴」，宮崎駿便給他取了「蒙奇」如此的綽號。
- 除改編黒田硫黄的自行車競速漫畫《茄子》成動畫外，高坂希太郎私下也擅長騎自行車，[5]並曾在第3屆富士山爬坡賽的運動員級賽事上拿下第3名，是日本動畫界少數擅長自行車競速賽的人。
- 個人喜好節目是北海道電視台播放的《週三如何過》，而該節目主持人之一大泉洋亦被高坂希太郎邀請為《茄子-安達魯西亞之夏》裡的男主角貝貝配音。